# Gary Oak
Gary Oak (Shigeru) je fiktivan lik iz Pokémon franšize – videoigara, animiranih serija, manga stripova, knjiga, igračaka i ostalih medija kojima je tvorac Satoshi Tajiri.
Gary je unuk Prof. Oaka, i najveći suparnik Asha Ketchuma u Pokémon animiranoj seriji. U animiranoj seriji, Gary ima čupavu smeđu kosu, ljubičasti džemper, i lančić s privjeskom jin-janga. U videoigrama, ima drukčiji stil odijevanja; u igrama ima teretne hlače i crnu majicu. Nakon što postane Pokémon istraživač, Gary počinje nositi i laboratorijski mantil.
Njegovo japansko ime dolazi od poznatog japanskog programera videoigara Shigerua Miyamotoa, kojeg je tvorac Pokémona, Satoshi Tajiri, uzeo za mentora. U japanskoj verziji animirane serije, glas mu posuđuje Yuko Kobayashi, dok mu u engleskoj verziji glas posuđuje Jimmy Zoppi.

## U animiranoj seriji
Gary je u animiranoj seriji Ashov vršnjak: kada su bili mlađi, bili su prijatelji i susjedi, ali su se udaljili jedan od drugog nakon što su otkrili da oboje gaje ljubav prema Pokémonima. Gary vjeruje da zna sve o Pokémonima jer je unuk Prof. Oaka. Obožava se hvalisati svojim znanjem svakome tko ga je voljan slušati (obično su svi prisiljeni slušati ga, jer ne voli da ga netko prekida u priči) i kako bi ponizio Asha, (koji u usporedbi s njim, zna poprilično malo o Pokémonima) na bilo koji mogući način (primjerice, na cestovnom znaku u gradu Ceruleanu napisao je "Gary je bio ovdje, Ash je gubitnik!"). nakon što se njih dvoje sretnu izvan dvorane grada Viridiana, Gary Ashu pokaže svojih deset bedževa (dva više no što je potrebo za ulaza u natjecanje Indigo lige), u usporedbi s Ashovih sedam. Doduše, važno je napomenuti da Gary nema bedž dvorane grada Saffrona, što znači da ili izgubio protiv Sabrine, koja je najopasniji Vođa dvrane u Kanto regiji, ili ju nije ni izazvao na dvoboj. Gary ima bedž grada Pewtera, što znači da je uspio pobijediti Brocka ili Brockova oca. Iako je u to vrijeme imao više bedževa no što je potrebno, Gary ulazi u dvoranu grada Viridiana kako bi izazvao Giovannija, vođu Tima Raketa, na dvoboj. Gary brzo pobijedi Govannijevog Golema i Kinglera, ali zatim, Giovanni odluči testirati snagu svog najmoćnijeg Pokémona, Mewtwoa, koje bez imalo muke pobijedi dva Garyjeva Pokémona odjednom, a zatim i samog Garyja i njegove navijačice. Ovo je prvi poznati poraz u Garyjevoj karijeri Pokémon trenera.
Gary je u početku animirane serije dobio ulogu prepotentnog i arogantnog kretena, koji stalno traži priliku kako bi ponizio Asha na bilo koji način. Doduše, s narednim sezonama animirane serije, postaje skromniji i pažljiviji. Najskromniji događaj jest njegov poraz u Johto ligi; njegovo ponašanje prema suparniku, koji je završio među prvih 16 najboljih trenera daleko ispred njega, značajno se mijenja. U početku, Gary je posvuda išao u luksuznom crvenom automobilu s velikom grupom navijačica koje su sjedile na stražnjem sjedištu. Doduše, njegovo je suparništvo s Ashom završilo nakon što su oboje otputovali u Johto regiju; ne boreći se više za isti cilj, oni postaju prijatelji. Vrijedan spomena je Ashov povratak u grad Pallet nakon pobjede u Orange ligi, kada ga Gary uopće nije uvrijedio. Njihovo prijašnje prepucavanje bilo je sastavljeno od Garyjevih brojnih uvreda omalovažavanja Asha, dok bi Ash Garyju uputio malo riječi, gotovo nijednu. Nakon njihova susreta u gradu Palletu, Ash je taj koji potiče na njihovo nekadašnje suparništvo i izazove Garyja na borbu. Čak i nakon i nakon što pobijedi, Gary se time ne naslađuje kao nekada, iako je Ash bješnji nego prije zaklinjući se da će jednog dana i pobijediti Garyja. Doduše, nakon ovog susreta, oboje se ponašaju uljudno jedan prema drugom i čak uđu u prijateljsku utrku sa svojim Pokémonima.
U animiranoj seriji, dok Ash putuje Hoenn regijom, Gary odluči napustiti svoj poziv Pokémon trenera te se posveti proučavanju Pokémona poput njegova djeda, Prof. Oaka. Zadnji put, viđen je u epizodi Pokémon Kronika, dok proučava drevne, prethistorijske Pokémone na otoku Saida, nakon što on i njegovi kolege znanstvenici uspješno kloniraju i ožive "izumrlog" Aerodactyla (vjerojatno nesvjesni činjenice da je malen broj Aerodactyla preživio do danas). Gary je štitio Aerodactyla od agenta Tima Raketa, Butcha i Cassidy, i uspio se s njime sprijateljiti. Aerodactyl sada slobodno luta otokom, i Gary sada planira nastaviti s uspjehom u kloniranju drugih drevnih Pokémona, poput Omanytea i Kabuta.
Gary se vraća u posljednjoj epizodi Pokémon: Battle Frontier sezone. Vraćajući se iz Sinnoh regije natrag u Kanto regiju sa svojim novim Pokémonom Electivireom, Gary susreće Asha, koji se isto vratio kući nakon što je izvršio sve izazove u Borbama bez granica (Battle Frontier). Gary je u kratkoj borbi protiv Asha poslao svog Electivirea na Pikachua, i s lakoćom pobijedio u borbi. Ne pretjerano zadovoljan s Ashovim napretkom u treniranju, Gary se vraća u Sinnoh regiju. Ashov poraz u ovoj borbi potakne ga da započne novo putovanje u Sinnoh regiji. Gary se dosad U Diamond i Pearl animiranoj seriji pojavio samo dva puta. Prvi put se pojavio u epizodi Ill-Will Hunting gdje je pokušao zajedno s Ashom zaštiti grupu Sheldona od Lovice po imenu J. Gary se još jednom pojavio u 85. epizodi gdje je Ashu dao Oštar zub, koji je pomogao Ashovom Gligaru da se razvije u Gliscora.

## Porijeklo lika
Gary se temelji na liku Blua (ili Greena u Japanu), liku iz Pokémon videoigara. U Pokémon Red, Blue, Yellow, FireRed i LeafGreen, Blue je igračev glavni suparnik (lik igrača temelji se na liku Asha Ketchuma), dok u Pokémon Gold, Silver i Crystal igrama postaje Vođa dvorane grada Viridiana. Isto tako, ima stariju sestru Daisy, koja živi u istoj kući kao i Blue, čak i nakon njegova odlaska.

## Pokémoni
Dok Pokémon treneri u svom timu mogu nositi maksimalno šest Pokémona, Gary više nije aktivan kao trener (doduše, vjeruje se da će se i dalje pojavljivati kao trener u Diamond i Pearl sagi animirane serije) i nosi pet Pokémona.

### Pokémoni pri ruci
Ovo su Pokémoni koje Gary trenutno nosi sa sobom u svom timu:
- Squirtle → Wartortle → Blastoise

Squirtle je bio Garyjev početni Pokémon, kojeg je dobio od svog djeda, za početak svog putovanja. On se kasnije razvio u Wartortlea, a zatim u Blastoisea. Ironično, Ash je u početku htio izabrati Squirtlea, ali je zakasnio na podjelu početnih Pokémona te je dobio Pikachua kao zamjenu. Gary Blastoisea nikada nije maknuo iz svoga tima te je njegov najjači Pokémon, pobijedivši Ashovog Heracrossa i Bayleef. Doduše, Blastoisea je pobijedio Ashov Charizard, unatoč Charizardovoj očitoj slabosti na Blastoisov Vodeni tip. Tijekom čitave animirane serije, bilo je upitno kojeg je početnog Pokémona Gary odabrao, ostavljajući veliku nedoumicu među fanovima. Nakon što je Gary krenuo na svoje novo putovanje poslije Johto lige, sa sobom je poveo samo Blastoisea. Tu će gestu Ash slijediti nakon što kasnije krene u Hoenn regiju, povevši sa sobom samo Pikachua, a ostatak Pokémona ostavivši kod Prof. Oaka.
- Doduo →  Dodrio

Dodrio se razvio iz Dodua kojeg je Gary prethodno uhvatio, i jedan je od njegovih rijetkih Pokémona koje on ima sa sobom nakon što je prestao biti Pokémon trener, i počeo se baviti istraživanjem Pokémona.
- Eevee  → Umbreon

Umbreon se razvio iz Garyjeva Eeveeja. Umbreonovo je najbolje sredstvo njegova tehnika Okretnosti (Agility) te njegov imunitet na razorne Psihičke napade. Čini se da je Umbreon Garyjev omiljeni Pokémon.
- Electabuzz  → Electivire

Gary je Electivirea koristio u borbi protiv Ashovog Pikachua u posljednjoj epizodi Battle Frontier  sage, epizodi "Home is where the start is".
- Aerodactyl

Tijekom njegova boravka na otoku Saida, Gary je oživio Aerodactyla iz fosiliziranog jajeta.

### Drugi
Ovo su Pokémoni koje je Gary uhvatio i s kojima je viđen u nekim dijelovima Pokémon animirane serije, ali oni ne čine dio njegova aktivnog tima.
- Krabby
- Nidoqueen
- Arcanine
- Nidoking
- Magmar
- Scizor
- Golem
- Hoothoot
- Alakazam
- Skarmory
- Kingdra
- Houndoom
- Fearow
- Pinsir
- Dugtrio
- Pidgeot
- Psyduck